# Erikska ätten
Den Erikska ätten var en av två ätter som slogs om makten över Sverige ungefär mellan år 1130 och år 1250, uppkallad efter den första kungen ur ätten, Erik den helige. Den Erikska ätten, med bas i Västergötland, kunde räkna med stöd från Svealand och Norge, till skillnad från den Sverkerska ätten, som i stället hade sitt stöd i Östergötland, Småland och Danmark. Den Erikska ätten ville ha så mycket självbestämmande som möjligt gentemot påven i Rom och själva utnämna biskoparna i landet. Emellertid var den Sverkerska ätten mer internationellt sinnad och hade därför också oftast kyrkans stöd i kampen mot den Erikska ätten.
Den Erikska ätten gynnade Varnhems kloster; det är därför många medlemmar är begravda där. Den siste regenten var Erik läspe och halte som dog barnlös år 1250 och därmed utslocknade den Erikska ätten. Hans systerson Valdemar Birgersson (son till Birger jarl) ärvde då kronan och blev den förste kungen av Folkungaätten/Bjälboätten.
Oegentliga regentnummer har ofta tilldelats ättens kungar vid namn Erik – Erik IX och så vidare – medan det inte är säkerställt historiskt hur många Erikar som varit svenska regenter före dessa, och regentnummer inte användes under deras livstid.
Svenska kungar från den Erikska ätten:
- Erik den helige
- Knut Eriksson (Knut I)
- Erik Knutsson
- Erik Eriksson
- Knut Långe (Knut II)

## Vapen
Minst fem heraldiska vapenmärken har föreslagits för medlemmar av den Erikska ätten:
1. 1210 för Erik Knutsson ett sigill med två motvända lejon, vilket också är känd från en samtida kyrkomålning i Dädesjö kyrka i Småland, vilken avbildar en kung med namnet Canutus, men det är oklart vilken Knut, och om detta verkligen är att betrakta som ett heraldiskt vapen. [1][2]
2. Flera historiker och heraldiker har påpekat att flera troliga medlemmar inom den Erikska ätten kan ha fört ett annat vapen än de ovan beskrivna sigillet med två lejon, bland andra Knut Långe och hans trolige far Holmger Knutsson. Holmger Knutssons vapen med tre strängar, bjälkar eller balkar, kan bland annat ses på gravtäcket från Holmger Knutssons gravtäcke från 1400-talet,[3] där täckets heraldiskt högra sköld visar tre smala bjälkar (strängar), vilka också uppvisar likhet med en vapenbild på ett av Knut Långes mynt, samt skall ha funnits på en numera förstörd sarkofag i Sko över Holmger, med sistnämnda vapensköld på ena gaveln. [4] [5] [6] [7] Minst två kungabaner under Erikska ätten avbildar en flagga med tre bjälkar eller strängar.[8]
3. Holmgers son Knut Långe lät år 1230 prägla mynt i Östra Aros. Ett av mynten har en vapensköld med två strängar, som också liknar vapnet som är avbildat på sonen Holmgers vapentäcke, med tre strängar.
4. Den franska heraldiska organisationen Heraldique Europeenne visar vapen för Canut Johanson (?-1234) Roi de Suède (Knut Långe) där vapnet är delat med tre bjälkar, den mittersta i silver, de andra i guld: D'azur, à une fasce d'argent, accompagnée de deux fasces d'or..[9]
5. Vidare framhåller heraldikern Jesper Wasling att Erikska ätten under Erik Erikssons tid för ett vapen som är som Danmarks, tre lejon i stolpe. Färgerna är tvärtemot de danska, gula krönta lejon på blått fält. och Om du ser lejonen på avstånd blir de som tre streck och den bilden har Erikska ätten också på minst två vapen och möjligen en flagga.[2]